# Metapenaeopsis incisa
Metapenaeopsis incisa är en kräftdjursart som beskrevs av Crosnier 1991. Metapenaeopsis incisa ingår i släktet Metapenaeopsis och familjen Penaeidae. Inga underarter finns listade i Catalogue of Life.